# Sepúlveda (Segovia)
Die Kleinstadt Sepúlveda ist der Hauptort der gleichnamigen zentralspanischen Gemeinde (municipio) mit 988 Einwohnern (Stand: 2024) in der Provinz Segovia in der Autonomen Gemeinschaft Kastilien-León. Die Altstadt von Sepúlveda ist als nationales Kulturgut (Bien de Interés Cultural) in der Kategorie Conjunto histórico-artístico anerkannt.

## Lage und Klima
Sepúlveda liegt auf einem Bergrücken oberhalb der Flüsse Duratón und Caslilla knapp 60 km (Fahrtstrecke) nordöstlich von Segovia in einer Höhe um die 1000 m. Bis zur spanischen Hauptstadt Madrid sind es ca. 125 km in südlicher Richtung. Das Klima ist gemäßigt bis warm; Regen (ca. 475 mm/Jahr) fällt überwiegend im Winterhalbjahr.

## Bevölkerungsentwicklung
| Jahr      | 1857  | 1900  | 1950  | 2000  | 2017  |
| Einwohner | 1.920 | 2.273 | 1.513 | 1.318 | 1.105 |

Trotz der Eingemeindung mehrerer bis dato eigenständiger Dörfer in den 1960er und 1970er Jahren ist die Bevölkerung stetig gesunken.

## Wirtschaft
Sepúlveda war im Mittelalter und in der Neuzeit jahrhundertelang das religiöse, politische, handwerkliche und wirtschaftliche Zentrum eines großen Gebietes, welches über die Grenzen der heutigen Gemeinde weit hinausreicht. In den letzten Jahren ist der Tages- und Wochenendtourismus als Einnahmequelle des Ortes hinzugekommen; auch Ferienwohnungen (casas rurales) werden vermietet.

## Geschichte
Die Zeugnisse der Siedlungsgeschichte reichen bis in die Eisenzeit zurück; später entwickelte sich die Kultur der Keltiberer. Die Römer eroberten unter der Führung des Konsuls Titus Didius in den Jahren 98–93 v. Chr. große Teile der Iberischen Halbinsel, doch ob damals schon an diesem Platz eine größere Ansiedlung entstand, ist aufgrund fehlender Funde umstritten; auch aus westgotischer Zeit fehlen – bis auf die Nekropole im Vorort Duratón – archäologisch verwertbare Zeugnisse. In der islamischen Epoche war das gesamte Gebiet nördlich des Duero nur kurzzeitig in der Hand der Mauren und danach – nach begonnener Rückeroberung (reconquista) – so gut wie entvölkert. Im beginnenden 10. Jahrhundert machte sich der kastilische Graf Fernán González um die Wiederbesiedlung (repoblación) des Gebiets verdient. In den Jahren 979–1002 unterbrachen verschiedentliche Vorstöße Almansors, des faktischen Herrschers über das Kalifat von Córdoba für eine Weile das weitere Vordringen der Christen nach Süden, doch im Jahre 1010 war das Gebiet um Sepúlveda endgültig in christlicher Hand und wurde dem kastilischen Grafen Sancho García, einem Neffen von Fernán Gonzalez zugesprochen. Danach teilte die Stadt im Wesentlichen die Geschicke und Geschichte Kastiliens bzw. Spaniens.

## Sehenswürdigkeiten
Sepúlveda

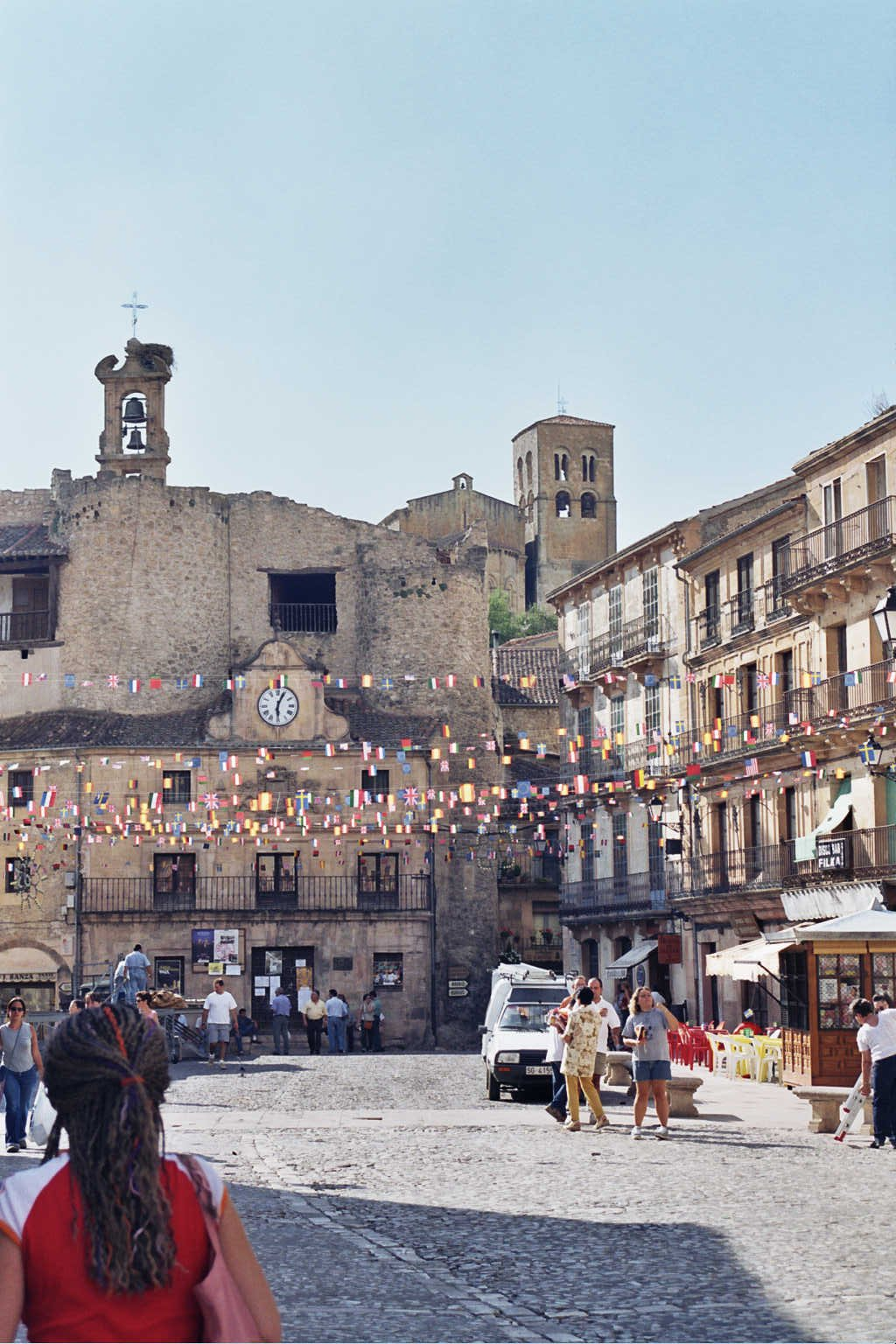
Plaza Mayor mit den Ruinen des Castillos

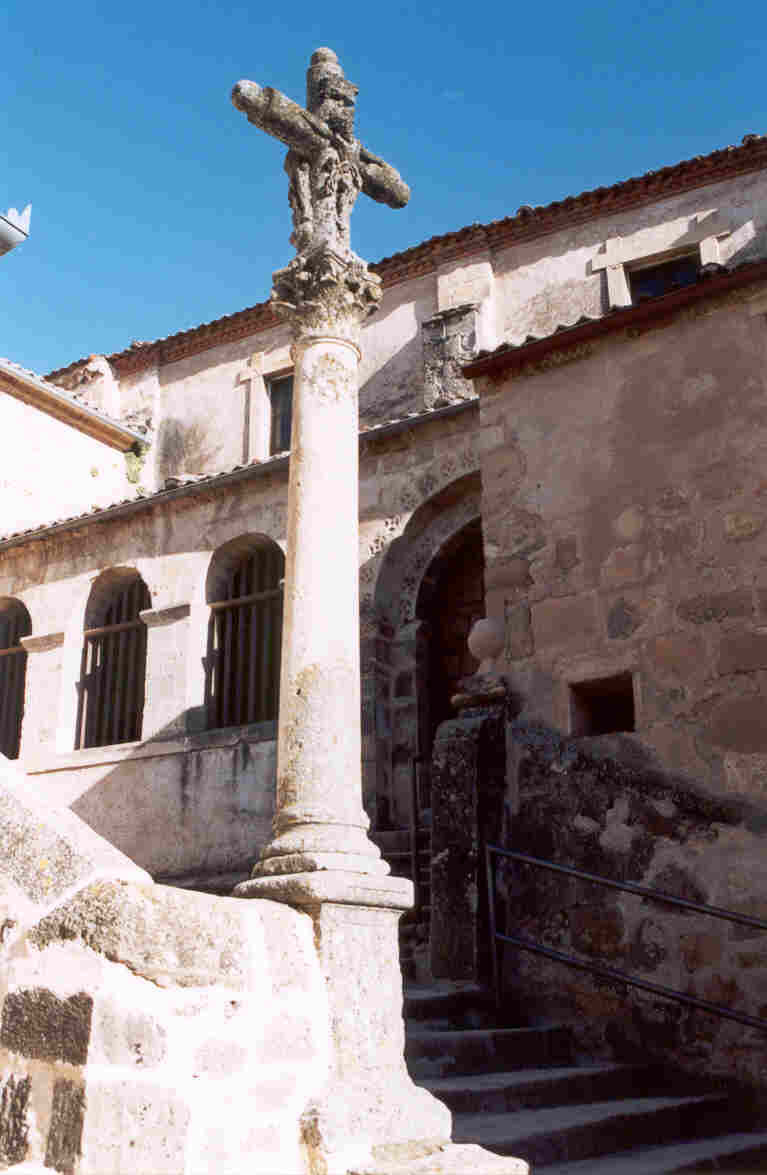
Altstadtgassen mit Wegekreuz

- Die gesamte Altstadt mit ihren Treppen und Gässchen ist als nationales Kulturgut (Bien de Interés Cultural) anerkannt. Zentrum der Altstadt ist die von alten Steinhäusern umstandene Plaza Mayor.
- Die Kirche San Salvador steht auf dem höchsten Punkt der Stadt und ist möglicherweise das älteste noch existierende Bauwerk der mittelalterlichen Stadtgeschichte Sepúlvedas und gleichzeitig eine der ältesten Kirchen südlich des Duero. Sie wird oft noch ins ausgehende 11. Jahrhundert datiert, obwohl sie bereits eine Südvorhalle (portico oder galería porticada) hat, wie sie für viele Kirchen der Provinz Segovia typisch werden sollte – durch den Wechsel zwischen mächtigen Pfeilern und Doppelarkaden wirkt diese jedoch bei weitem nicht so elegant wie beispielsweise die mindestens 40 bis 50 Jahre jüngeren Vorhallen der etwa 40 km in südwestlicher Richtung entfernten Kirche San Miguel Arcángel in Sotosalbos oder diejenige der Kirche Nuestra Señora de la Asunción im nur 7 km östlich gelegenen Vorort Duratón. Die Apsis mit ihren beinahe zugemauerten Fensterarkaden wird durch Säulenvorlagen gegliedert. Der wuchtige Kirchturm erhebt sich freistehend auf der Nordseite. An vielen vermauerten Steinen sind mittelalterliche Steinmetzzeichen zu sehen.
- Die der Virgen de la Pena geweihte Kirche entstammt – einer Inschrift im Nordturm zufolge – der Mitte des 12. Jahrhunderts. Sie hat – eine Seltenheit in Zentralspanien – auf ihrer Südseite ein romanisches Tympanon mit der Darstellung Christi in einer rautenförmigen Mandorla, die umgeben ist von den Evangelistensymbolen. Das Ganze wird von drei Archivoltenbögen eingefasst, von denen einer die Ältesten der Apokalypse (siehe Jüngstes Gericht) zeigt. Interessant ist auch der Türsturz, in welchem Engel ein Labarum in Form eines Rades halten.
- Santos Justo y Pastor (oft nur San Justo genannt) ist eine weitere romanische Kirche mit schönen Kapitellen im Innenraum und einer – in Spanien außerordentlich seltenen – Krypta mit drei Apsiden. Die Kirche wurde in ein Museum für christliche Kunst (Museo de los Fueros) umgewandelt.
- Die romanische Kirche San Millán ist wegen ihres vernachlässigten Zustandes auf der „Roten Liste gefährdeter Kulturgüter“ eingetragen worden.
- Gleiches gilt auch für das Castillo de Fernán González an der Plaza Mayor.

Duratón
- Die circa sieben Kilometer südöstlich gelegene und mit einer für die Region typischen Südvorhalle ausgestattete romanische Kirche Nuestra Señora de la Asunción im Weiler Duratón, die in unmittelbarer Nachbarschaft zu einer Nekropole mit mehreren Steinkistengräbern aus westgotischer Zeit errichtet wurde, ist ein Meisterwerk romanischer Baukunst.[3]

Perorrubio
- Gleiches gilt für die Kirche San Pedro Advíncula im ca. 8 südöstlich gelegenen Vorort Perorrubio.[4][5]

Aldehuela
- Die romanische Kirche San Esteban des knapp 12 km nordwestlich gelegenen Weilers Aldehuela gehört ebenfalls zu den architektonischen Perlen der Region.[6]